# Referendum w Szwajcarii w 2009 roku (maj)
Referendum w Szwajcarii w maju 2009 roku – referendum przeprowadzone  w Szwajcarii 17 maja 2009 roku. Jego przedmiotem
było wprowadzenie paszportów biometrycznych oraz przyznanie obywatelom prawa do swobodnego leczenia za pomocą medycyny niekonwencjonalnej. 
W obu kwestiach obywatele wyrazili zgodę na wprowadzenie zmian. Różnica w głosach za i przeciw w odpowiedzi na pytanie o paszporty biometryczne wynosiła zaledwie 5504 głosy. Frekwencja wyborcza wynosiła  38,3%. 
| Pytanie | Za     | Przeciw |
| --- | ------ | ------- |
| Czy jesteś za wprowadzeniem paszportów biometrycznych?                                                                         | 50.14% | 49,86%  |
| Czy jesteś za ustanowieniem leczenia za pomocą medycyny niekonwencjonalnej jako konstytucyjnego prawa obywateli szwajcarskich? | 67,0%  | 33.0%   |